# Punta Will
La punta Will (en inglés: Will Point) es una punta que se encuentra en la cabecera de la bahía Paz, aproximadamente a 7 km al oeste del cabo Carlota, en la costa norte de la isla Georgia del Sur. Este glaciar fue cartografiado por primera vez por el grupo alemán de las Investigaciones del Año Polar Internacional, 1882-83 y luego nuevamente cartografiado por el Comité de Topónimos Antárticos del Reino Unido (UK-APC) que lo bautizó con el nombre del Dr. H. Will, botánico de la expedición alemana que pasó el invierno en la bahía Paz en 1882-1883. 